# Mona Steigauf
Mona Steigauf (* 17. Januar 1970 in Starnberg) ist eine ehemalige deutsche Leichtathletin.
Sie war in den 1990er Jahren eine erfolgreiche Mehrkämpferin und Olympiateilnehmerin. Ihr größter Erfolg ist der zweite Platz im Fünfkampf bei den Hallenweltmeisterschaften 1997. Steigauf gehörte dem USC Mainz an. Bei einer Größe von 1,78 m hatte sie ein Wettkampfgewicht von 62 kg.
2009 wurde sie Direktorin Leichtathletik bei der Eintracht Frankfurt.

## Einsätze bei internationalen Höhepunkten
- 1995, Hallenweltmeisterschaften 1995: Platz 6 (4445 Punkte: 8,34 s – 1,79 m – 11,88 m – 6,17 m – 2:16,48 min)
- 1996
Olympische Spiele: Platz 11 im Siebenkampf (6246 Punkte: 13,22 s – 1,77 m – 12,35 m – 24,50 s – 6,47 m – 42,40 m – 2:15,44 min)
Halleneuropameisterschaften: Platz 4 im Fünfkampf (4540 Punkte: 8,24 s – 1,79 m – 12,53 m – 6,23 m – 2:15,79 min)
- 1997
Weltmeisterschaften: Platz 6 (6406 Punkte: 13,29 s – 1,78 m – 13,55 m – 24,22 s – 6,42 m – 43,92 m – 2:12,82 min)
Hallenweltmeisterschaften: Platz 2 im Fünfkampf (4681 Punkte: 8,23 s – 1,83 m – 12,98 m – 6,47 m – 2:17,00 min)
- 1999, Hallenweltmeisterschaften: Platz 8 im Fünfkampf (4380 Punkte 8,30 s – 1,77 m – 12,68 m – 5,98 m – 2:19,62 min)